# Europastraße 404
Die Europastraße 404 (kurz: E 404) ist eine sehr kurze Europastraße in der belgischen Provinz Westflandern, die jedoch nie in ihrer ursprünglichen Planung errichtet wurde und heute im Straßenverkehr nicht ausgeschildert ist.

## Verlauf
Die Europastraße 404 beginnt am Autobahndreieck Jabbeke (A10/A18) und endet in der Hafenstadt Zeebrugge. In den 1970er Jahren gab es Pläne, die A17 entlang dieser Strecke verlaufen zu lassen. Diese Pläne wurden jedoch verworfen, sodass es heute keine realisierte E 404 gibt.